# Bolesław Demel
Bolesław Demel (ur. 15 czerwca 1850, zm. 11 sierpnia 1913 w Tarchominie, obecnie osiedle Warszawy), numizmatyk polski, doktor chemii.
Pochodził z Wielkopolski. Od około 1877 r. zmienił pisownię nazwiska z "von Dehmel" na Demel. Ukończył gimnazjum w Ostrowie Wielkopolskim, następnie studiował chemię na uniwersytetach we Wrocławiu i w Lipsku; z tego ostatniego przywiózł dyplom doktora chemii. Pracował w zawodzie jako kierownik fabryki chemicznej firmy Ludwik Spiess w podwarszawskim Tarchominie oraz fabryki chemicznej Towarzystwa Akcyjnego Strem.
Poza pracą zawodową zajmował się numizmatyką. Zgromadził jedną z czołowych kolekcji na ziemiach polskich przełomu stuleci, wyróżniającą się i liczbą egzemplarzy, i uporządkowaniem. Zbierał głównie medale i żetony polskie. Nie zrealizował zamiaru dokładnego opracowania swoich zbiorów i wydania na ten temat szerszej publikacji, ogłosił jedynie pracę z dziejów numizmatycznych XVI wieku Liczmany mennicze zwane podskarbiówkami (1911). Zbiór Demela trafił po jego śmierci do Muzeum Narodowego w Warszawie.
Zmarł 11 sierpnia 1913 w Tarchominie. Pochowany został na Cmentarzu Powązkowskim.
W 1886 r. poślubił Marię Ostrowską, z którą miał siedmioro dzieci: Czesława Romana, Kazimierza Konstantego, Zbigniewa Włodzimierza, Stanisława, Przemysława, Wiesławę, Wacława Tadeusza. 